# Markansu
Der Markansu ist ein rechter Nebenfluss des Kysylsuu in Tadschikistan und China.
Der Markansu entsteht am Zusammenfluss der Quellflüsse Koksoja und Koksaja nördlich vom See Karakul im äußersten Nordosten von Tadschikistan. Die Quellflüsse werden von den Gletschern am Südabhang des östlichen Transalai sowie der Ostflanke der Zulumartkette gespeist. Die Quellregion liegt in knapp 4000 Metern Höhe in einem niederschlagsarmen Hochgebirgswüstental. Der Markansu fließt in östlicher Richtung und überquert die Grenze nach China. Er durchschneidet die Gebirgsregion des nordöstlichen Pamir anfangs in östlicher, später in ostnordöstlicher Richtung. Im Süden liegt die Sarikolkette sowie das Kingata-Tagh-Gebirge. Im Norden wird das Einzugsgebiet des Markansu von der Transalaikette sowie deren östlichen Fortsetzung, dem Sarybel-Gebirgskamm, begrenzt. Der Markansu hat eine Länge von etwa 120 km. Er entwässert ein Areal von ca. 4400 km².